# John Wallace (koszykarz)
John Gilbert Wallace (ur. 9 lutego 1974 w Rochester) – amerykański koszykarz, występujący na pozycji skrzydłowego.
W 1992 wystąpił w meczu gwiazd amerykańskich szkół średnich – McDonald’s All-American.
W 1998 wystąpił w filmie Gra o honor z Denzelem Washingtonem i Rayem Allenem, grając rolę koszykarza Lonniego.
W 2004 roku rozegrał 5 spotkań w ramach letniej ligi NBA (Orlando), reprezentując barwy New Jersey Nets.

## Osiągnięcia
NCAA
- Wicemistrz NCAA (1996)[4]
- Uczestnik rozgrywek Sweet Sixteen turnieju NCAA (1994, 1996)
- Zaliczony do[3]:
  - I składu:
    - AAC (1995, 1996)
    - pierwszoroczniaków AAC (1993)
    - turnieju:
      - NCAA Final Four (1996)[5]
      - AAC (1996)

  - II składu:
    - All-American (1996)
    - All-AAC (1994)
- Lider konferencji Big East w[6]:
  - liczbie celnych (256) i oddanych (511) rzutów za 2 punkty (1996)
  - liczbie celnych (222) rzutów wolnych (1996)

NBA
- Uczestnik Rookie Challenge (1997)[7][3]